# Häxprocessen i Bamberg

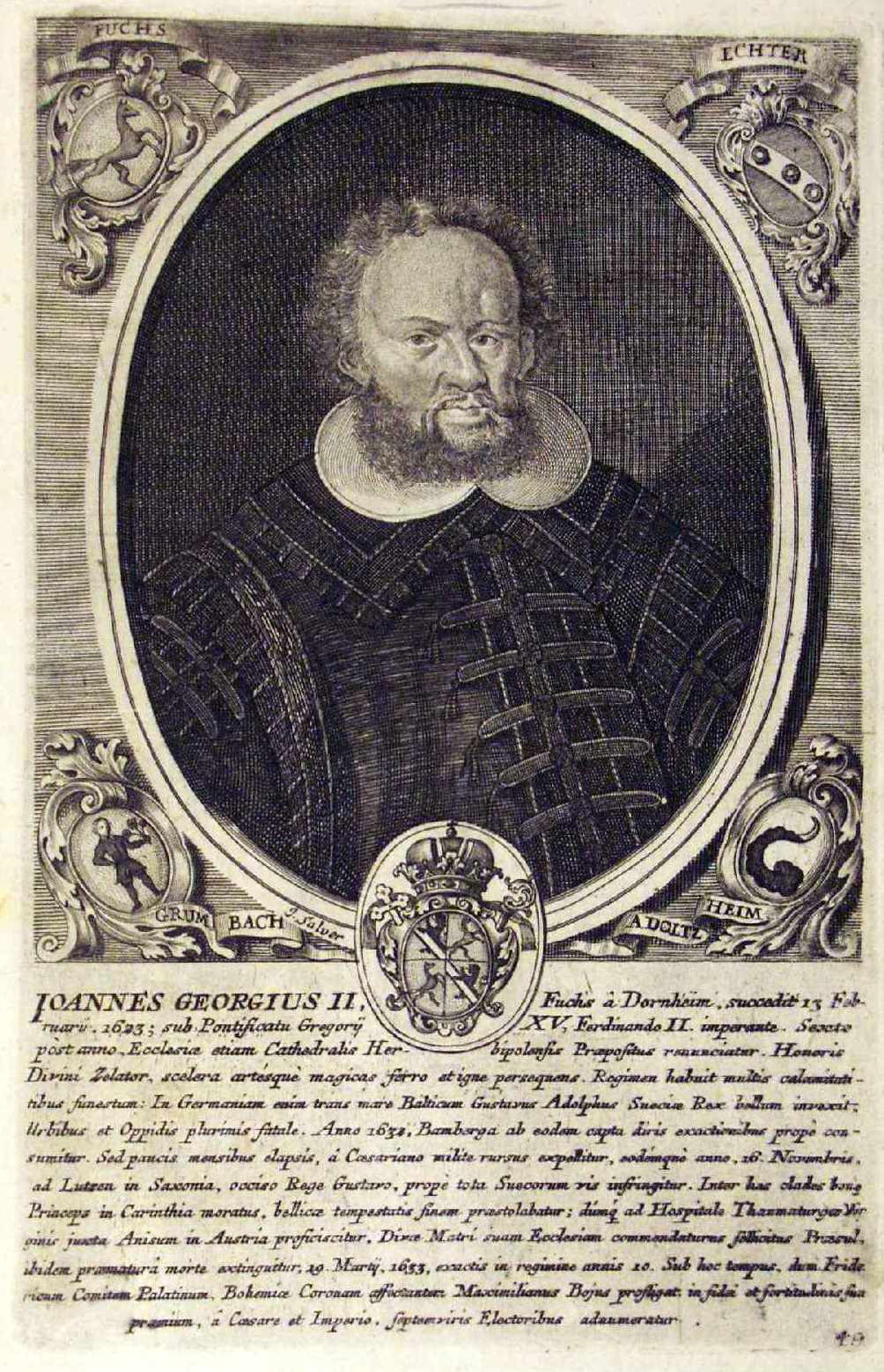
Gravyr över Johann Georg Fuchs von Dornheim, utförd av Johann Salver.

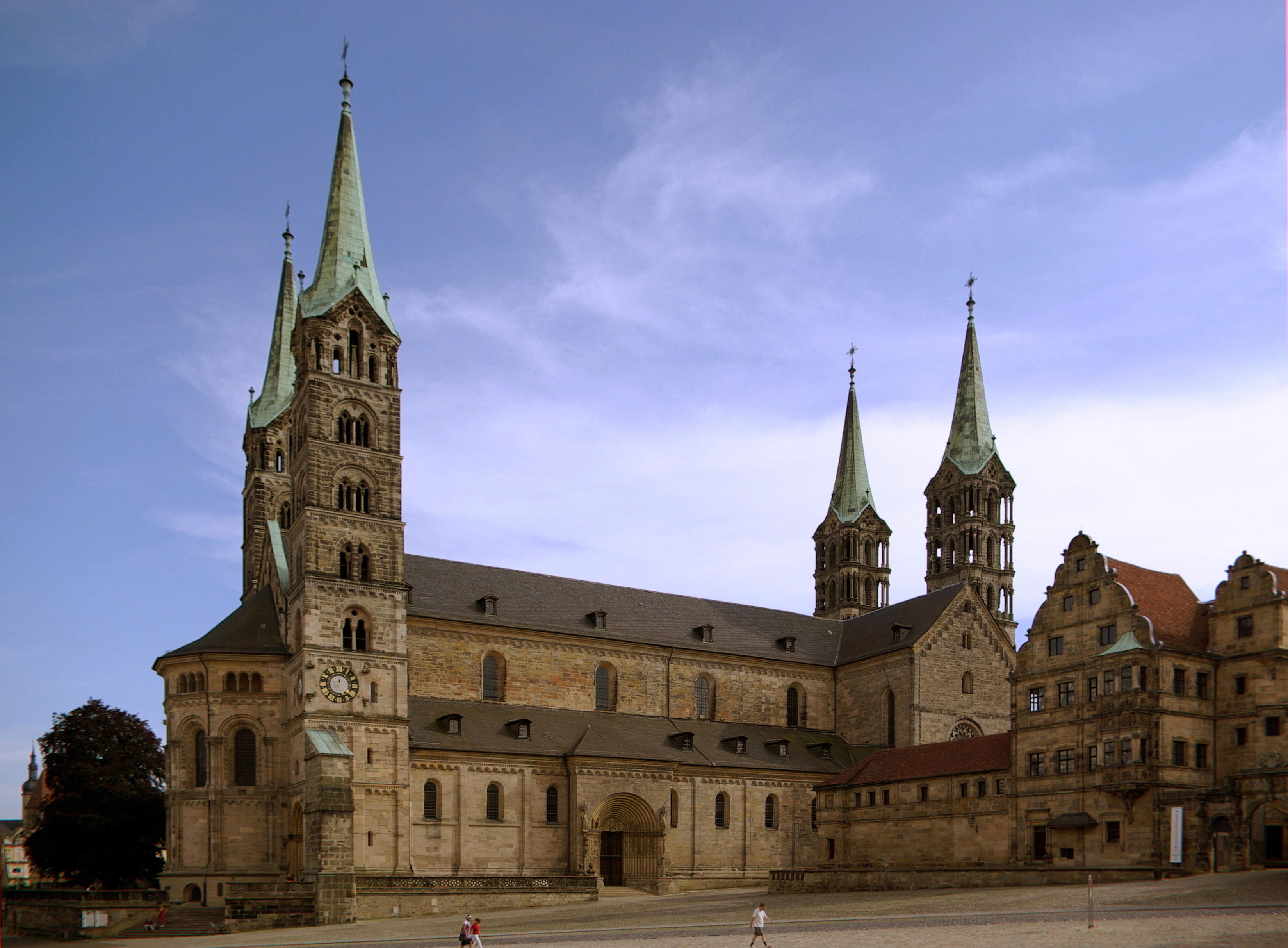
Katedralen i Bamberg

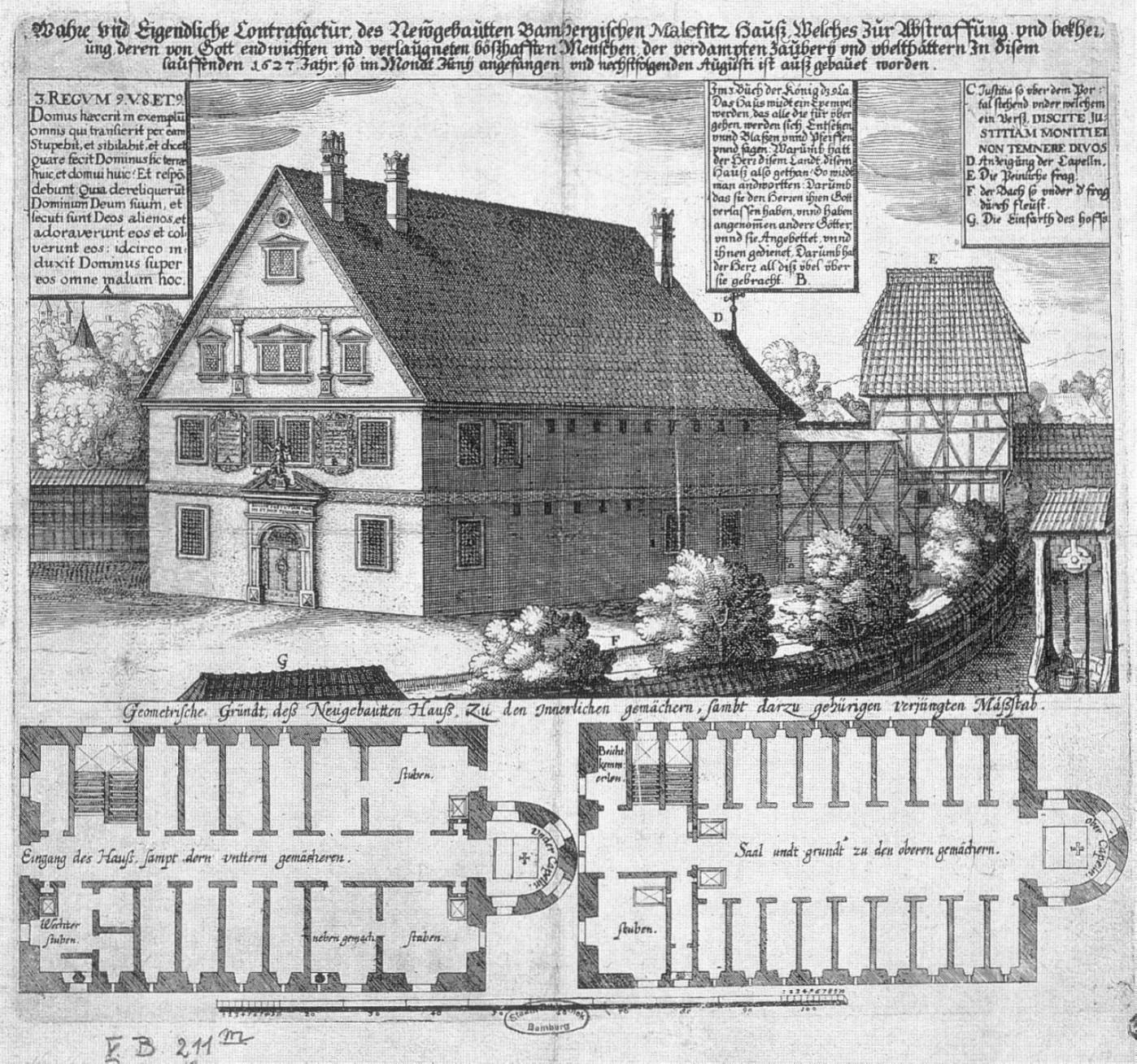
Drudenhaus

Häxprocessen i Bamberg var en häxprocess som ägde rum i furstbiskopsdömet Bamberg i Tyskland mellan 1626 och 1631. Den resulterade i avrättningen av mellan 300 och 600 personer för häxeri: antalet avrättade har beräknats till omkring 900 personer.
Den är som sådan en av de största massavrättningarna i Europa i fredstid. Det var en av de fyra största häxprocesserna i Tyskland tillsammans med häxprocessen i Trier, häxprocessen i Fulda, och häxprocessen i Würzburg.

## Bakgrund
De första förföljelserna utspelade sig under furstebiskop Johann Gottfried von Aschausen, som 1610 införde en lag som förbjöd spådomskonst och häxeri, och som 1612-1613 lät avrätta sex personer för trolldom.
En första större förföljelse utspelade sig 1616-1618, när 86 personer avrättades i biskopsdömet. En drivande person i förföljelserna var furstebiskopens hjälpbiskop Friedrich Förner. Processen avbröts dock vid det trettioåriga krigets utbrott, delvis tack vare rådsmedlemmen Georg Haan.
År 1623 fick Bamberg en ny furstbiskop, Johann Georg II Fuchs von Dornheim. Furstebiskopens mål var, i likhet med hans kollega i Würzburg, att säkerställa att biskopsdömet blev en "gudsstat" i enlighet med motreformationens ideal, och att dess befolkning blev lydig, from och konformistiskt katolsk, vilket innebar en utrotning av all kätteri och häxeri. Hans assisterade biskop, Friedrich Förner, vars teologiska bok om kampen mellan ont och gott blev rekommenderad för predikningar i Bambergs kyrkor 1625, uppfattade Bamberg som en plats som behövde en religiös rening, då allmänheten litade mer på folkhelare som "kloka gummor och små häx-kvinnor" än på kyrkan.

## Processen

### Utbrott
Den exakta orsaken till hur processen startade är diffus. I maj 1626 förstördes skörden i hela regionen runt Bamberg av frost. Krönikan av Maria Anna Junius nämner hur allmänheten greps av skräck vid uppkomsten av detta för årstiden "onaturliga" väder, som uppfattades som ett avsiktligt sabotage av skörden:
"... ett skri uppsteg i staden... folk blev skrämda till döds då de vaknade för att finna att en onaturlig frost hade dödat alla fruktträd, gjort marken hård som sten och förstört veteskörden. Vår furste [furstebiskopen] var ursinnig".
Petitioner sändes till stadens myndigheter där medborgare frågade vad myndigheterna tänkte göra åt att häxor och trollkarlar hade saboterat skörden med frost. I slutet av 1626 greps Katharina Merckhlerin, och erkände i november 1626 att hon hade orsakat frosten med hjälp av magi. Hon tvingades ange medbrottslingar, och därmed hade förföljelserna börjat.

### Rättslig situation
En häxkommission, Hexen-Kommission, inrättades för att sköta häxeriåtal, med särskilda åklagare, bland dem doktor Schwarzkonz från Eichstätt. Allmänheten förbjöds att kritisera förföljelserna med hot om att bli piskade och förvisade från staden.
De gripna underkastades tortyr för att avlägga en bekännelse om skuld inkluderande maleficia (skadlig magi); häxflygning, deltagande i en häxsabbat (i Bamberg ofta kallad "häxdans"); sex med Satan eller mindre demoner; satanspakt (i Bamberg ofta i form av ett dop av Djävulen); och vanhelgande av sakrala objekt. Tortyren användes utan de restriktioner som angavs i den kejserliga lagen Carolina. Då en person själv hade bekänt sig som skyldig, användes tortyr för att få denna att ge namn på andra personer som hade medverkat i dess trollkonster eller som hade närvarat vid häxsabbaten. De som hade utpekats blev i sin tur gripna och tvingades ange andra häxor i sin tur, vilket gjorde att processen snabbt växte i antalet gripna och avrättade. Antalet åtalade växte till så höga antal att biskopen år 1627 lät konstruera ett specialdesignat häxfängelse, Drudenhaus.

### Rättsmål
1626 arresterades 15 män och kvinnor för häxeri; 1627 greps 85; 1628, 137; 1629, 167, och 1630, 54, varefter åtalen minskade under 1631. De dömda avrättades i de flesta fall genom att brännas levande utan föregående strypning.
Bamberg är känd för att flera av de avrättade häxorna kom från stadens sekulära ämbetsmannaklass, en samhällsklass som normalt aldrig skulle ha gripits på utpekanden från fattiga personer, som det var i detta fall då de utpekades av påstådda häxor från arbetarklassen under tortyr. De mest uppmärksammade incidenterna från denna häxprocess var ämbetsmannen Georg Haan och hans hustru Katharina Haan och deras barn, som alla åtalades, och det berömda brev som Johannes Junius skrev i fängelset till sin dotter. Georg Haans fru och dotter greps 1627, och han och hans son Adam lämnade då staden för att överklaga deras dom hos kejsaren. Kejsaren gav order om att processen skulle stoppas, men då de 1628 återvände till staden hade kvinnorna i familjen redan bränts på bål, och eftersom de under tortyr hade utpekat även Georg och Adam, greps även de. Kejsaren protesterade mot deras arrestering, men på grund av de trettioåriga kriget kunde de kejserliga myndigheterna inte effektivt ingripa, och biskopen ignorerade kejsarens order. En av de personer Georg Haan utpekat under tortyr var borgmästaren Johannes Junius, som före sin avrättning i juli 1628 skrev ett brev till sin dotter Veronica, där han beskrev hur han torterats till han bekände sin skuld och utpekade andra, och rådde henne att genast fly från staden. I maj 1629 greps och torterades och avrättades Barthol Braun, den tredje av de ämbetsmän vars fall man dokumenterat var som själv tidigare hade deltagit i processerna som åklagare. 1629 var höjdpunkten i processen, med minst 167 anklagade.

### Upplösning
Processen i Bamberg resulterade till att allt fler personer ur överklassen greps och avrättades, och att deras vänner och släktingar flydde till Rom och till kejsaren för att klaga och be påven och kejsaren att ingripa mot häxprocessen i Bamberg.
Ett avgörande fall var arresteringen av Dorothea Flockhlin, vars make flydde till Nürnberg, som var full av flyktingar från Bamberg, och inlämnade en protest mot hennes arrestering till kejsaren. I april 1630 utfärdades ett kejserligt mandat som inkallade furstebiskopen att försvara sig mot anklagelserna och gav order om ett stopp av processen mot Dorothea Flockhlin. Biskopen trotsade ordern och återupptog processen mot Flockhlin 28 april, vilket ledde till en ny kejserlig order 11 maj; påven förberedde ett eget ingripande när Dorothea Flockhlin avrättades 17 maj. Hennes avrättning ledde till kraftiga protester från kejsaren och att häxprocessen i Bamberg togs upp till behandling vid den kejserliga Diet i Regensburg 20 september 1630. I själva Bamberg avled furstebiskopens hjälpbiskop Friedrich Förner, som varit en drivande kraft i processen, år 1630. Samma år uttalade också Gustaf II Adolf att han kunde tänka sig att ingripa mot processen i Bamberg med sin armé, som just då förhärjade Tyskland.
I Bamberg stoppade biskopen detta år alla nya arresteringar, men processen stoppades inte eftersom de som redan satt fängslade kvarhölls. I juli 1631 lät kejsaren utnämna Anton Winter, en motståndare till häxprocesser, till ordförande för Bambergs häxkommission. Detta ledde till att processen avstannade och att biskopen flydde från Bamberg, och att Anton Winter därefter frigav alla de kvarvarande anhållna.

## Eftermäle
Samtiden betraktade Würzburg och Bamberg som centrum för häxforskningen på grund av dess parallella, gigantiska processer, och andra orter, som Mergentheim och Wertheim, betraktade de två orterna som föredömen när de påbörjade sina egna häxprocesser.